# دمبا کوندا
دمبا کوندا (به لاتین: Demba Kunda) یک منطقهٔ مسکونی در گامبیا است که در Upper River Division واقع شده‌است. دمبا کوندا ۵٬۲۸۳ نفر جمعیت دارد.